# Al-Harith V ibn Jabalah
Al-Harith V ibn Jabalah (arabe : الحارث بن جبلة), (Flavios) Arethas ((Φλάβιος) Ἀρέθας) dans les sources grecques et Khalid ibn Jabalah dans les sources islamiques,, est un roi des Ghassanides, un peuple arabe pré-islamique vivant à la frontière est de l'Empire byzantin. Cinquième roi des Ghassanides portant ce nom, il règne d’environ 528 à 569 et joue un rôle important aussi bien dans les guerres opposant l'Empire byzantin à l'Empire sassanide que dans les affaires de l'Église monophysite syriaque. Pour ses services rendus à l'Empire byzantin, il est fait patrice et gloriosissimus, l'une des plus hautes dignités après celle d'empereur.

## Biographie

### Jeunesse
Harith est le fils de Jabalah (Gabalas dans les sources grecques) et frère d’Abu Karib (Abocharabus), phylarque de Palestine III,. Il devient roi des Ghassanides et phylarque d'Arabia Petrae et de Palestine II probablement en 528 après la mort de son père à la bataille de Thannuris. Peu après (vers 529), il est élevé par l'empereur Justinien Ier (527-565), selon les mots de l'historien Procope, « à la dignité de roi », devenant le commandant général de tous les alliés arabes de l’Empire (fœderati) à l’est avec le titre de patrikios (πατρίκιος καὶ φύλαρχος τῶν Σαρακηνῶν, « patrice et phylarque des Sarrasins »). Sa véritable aire de contrôle doit cependant avoir été initialement limitée à la partie nord-est de la frontière byzanto-arabe,,,. À cette période, les Byzantins et leurs alliés arabes sont en guerre contre l'Empire sassanide et leurs propres alliés arabes, les Lakhmides. Par l'élévation d'Harith, Justinien tente de créer un homologue au puissant chef lakhmide Mundhir qui contrôle les nations arabes alliées aux Perses,.

### Carrière militaire

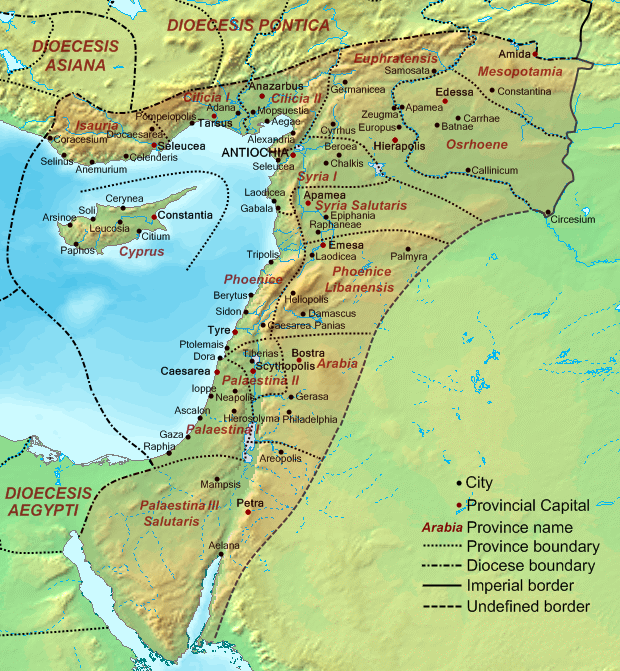
Le diocèse byzantin de l’est. Un certain nombre de nations arabes sous la direction de leur phylarques furent ralliées comme fœderati dans les diverses provinces. Avec l'élévation d'Harith à la royauté, les Ghassanides, basés en Palestine II, devinrent prépondérant parmi eux.

À ce titre, Harith combat au côté des Byzantins lors de toutes leurs guerres contre la Perse. Déjà en 528, il est l'un des commandants envoyés dans une expédition punitive contre Mundhir,. En 529, il réprime la large révolte des Samaritains en Palestine, capturant 20 000 garçons et filles qu'il vendra comme esclaves. C'est peut-être l’intervention réussie de Harith dans ce conflit qui conduit Justinien à le promouvoir au titre de phylarque suprême. Il est possible qu’il prenne part avec ses hommes à la victoire byzantine de Dara en 530, bien qu’aucune source ne le mentionne explicitement. 
En 531, il conduit un contingent fort de 5 000 Arabes à la bataille de Callinicum. Procope, un historien hostile au chef ghassanide, raconte que les Arabes, qui couvrent la droite des Byzantins, les trahissent et s’enfuient, leur coûtant la bataille. Selon Jean Malalas, dont les témoignages sont généralement plus fiables, bien que quelques Arabes se soient en effet enfuis, Harith tient sa position,,. L’accusation de trahison proférée par Procope semble être par ailleurs affaiblie par le fait que, contrairement à Bélisaire, Harith conserve son commandement et est actif lors d’opérations autour de Martyropolis plus tard dans l’année. 
En 537/538 ou 539, il entre en conflit avec Mundhir des Lakhmides au sujet de droits de pâturage sur des terres au sud de Palmyre, près de l’ancienne Strata Diocletiana
,,. D’après les récits de Tabari, plus tardifs, le roi ghassanide envahit le territoire de Mundhir et en rapporte un riche butin. L'empereur persan, Khosro Ier (531–579), utilise ce conflit comme prétexte pour relancer les hostilités contre les Byzantins et une nouvelle guerre débute en 540. Dans la campagne de 541, Harith et ses hommes, accompagnés par 1 200 Byzantins sous les ordres des généraux Jean le Glouton et Trajan, sont envoyés par Bélisaire mener un raid en Assyrie. L’expédition est couronnée de succès, pénétrant profondément dans le territoire ennemi et amassant un riche butin. Cependant, à un certain point, le contingent byzantin est renvoyé. Harith est alors incapable de rencontrer ou informer Bélisaire de sa position. Pour Procope, ceci en plus de l’émergence d’une maladie au sein des troupes, force Bélisaire à battre en retraite. L’historien prétend de plus que tout ceci est délibéré, les Arabes n’ayant ainsi pas à partager leur butin. Cependant, dans son Histoire secrète, Procope donne une autre explication à l’inaction de Bélisaire, sans aucun rapport avec le roi des Ghassanides,,. Vers 544/545, Harith est impliqué dans un conflit armé avec un autre phylarque arabe, al-Aswad (Asouades dans les sources grecques). 
Bien que les deux grands empires soient en paix en Mésopotamie après la trêve de 545, le conflit entre leurs alliés arabes continue. Lors d’un raid, Mundhir capture l’un des fils d'Harith et le fait sacrifier. Peu après cependant, les Lakhmides subissent une lourde défaite lors d’une bataille rangée entre les deux armées arabes,,, mais les raids se poursuivent en Syrie. Lors de l’un de ces raids, en juin 554, Harith rencontre Mundhir à la bataille décisive de Yawm Halima (le « Jour de Halima », nommé en l'honneur de la fille d'Harith, Halima), célébrée dans la poésie arabe pré-islamique, près de Chalcis. Les Lakhmides sont vaincus, Mundhir tué sur le champ de bataille et Harith y perd son fils aîné, Jabalah,. 
En novembre 563, Harith se rend à Constantinople et y rencontre l’empereur Justinien afin de discuter de sa succession et des raids contre ses domaines conduits par le nouveau chef des Lakhmides, ‘Amr, qui est en fait soudoyé par Justinien
,,. Harith laisse une vive impression à la capitale impériale, en particulier par sa présence physique : Jean d'Éphèse mentionne que, bien des années plus tard, l'empereur Justin II (565-578) devenu fou, est effrayé et part se cacher lorsqu'on lui annonce : « Arethas vient pour toi. ».

### Mort
Quand al-Harith meurt en 569, possiblement lors d’un tremblement de terre, il est remplacé par son fils al-Mundhir (Alamoundaros dans les sources byzantines). Décidant d'en tirer avantage, le nouveau roi des Lakhmides Qabus lance une attaque, mais est sévèrement battu,.

## Politique religieuse
Contrairement à ses suzerains byzantins, Harith est un monophysite convaincu qui rejette le concile de Chalcédoine. Durant son règne, il soutient les tendances anti-chalcédoniennes en Syrie, présidant les conciles d'Église et s'engageant en théologie, et contribue activement au renouveau de l'Église monophysite au cours du VIe siècle,. Ainsi en 542, après deux décennies de persécutions qui ont décapité le clergé monophysite, il demande à l'impératrice Théodora, dont les penchants monophysites sont bien connus, d'autoriser la consécration de nouveaux évêques. L’impératrice accède à cette demande et fait consacrer Jacques Baradée et Théodore. Jacques s’avère être un chef tout à fait capable, convertissant des païens tout en étendant et renforçant grandement l’organisation de l'Église monophysite,,.